# Полтавский фарфоровый завод
Полтавский фарфоровый завод (укр. Полтавський фарфоровий завод) — промышленное предприятие в городе Полтава.

## История

### 1964 - 1991
Завод был основан 3 июня 1964 года как предприятие по производству посуды бытового назначения и строился под заказ по проекту Государственного НИИ керамической промышленности. Первую продукцию завод выпустил в декабре 1964 года.
К 1969 г. ежегодный объем выпускаемой продукции на заводе составлял порядка 3 млн. изделий.
В 1971-1972 на заводе были введены в эксплуатацию скоростная печь «ПАС-1» и полуавтоматические линии, что позволило уже в 1972 году увеличить объем производства до 8,5 млн. изделий в год. Основную часть выпускаемой продукции составляла серийная посуда бытового назначения (чашки, тарелки, сервизы), но кроме того, выпускалась коллекционная посуда (так, в 1974 году завод выпустил серию коллекционной посуды, посвященной 800-летию Полтавы), фарфоровые статуэтки и иные сувениры.
В 1975 году завод выпустил 13,5 млн. изделий, и за высокие показатели производства в 1976 году получил почётное наименование: "имени XXV съезда КПСС".
В 1980 году завод выпустил крупную партию сувенирной продукции с символикой для проходившей в Москве Олимпиады-1980 и партию памятной коллекционной посуды.
В 1980е годы на предприятии были введены в эксплуатацию поточно-механизированные линии, автоматические скоростные печи, гипсовые формы заменены формами из поливинила, освоены новые технологии (в частности, технология механизированного литья крупногабаритных сложных изделий и метод декорирования выпускаемых изделий деколью).
По состоянию на начало 1989 года, общая численность работников завода превышала тысячу человек, производственные мощности предприятия составляли 13,5 млн. изделий в год. На балансе завода находилась заводская база отдыха на побережье Азовского моря.
В связи с устойчивым высоким спросом на продукцию завода было принято решение о расширении производственных мощностей предприятия. В июне 1988 года было принято постановление Совета министров УССР о финансировании расширения и реконструкции важнейших предприятий лёгкой промышленности УССР (в число которых был включён и Полтавский фарфоровый завод), однако в соответствии с графиком денежные средства в размере 3 млн. рублей было запланировано выделить в 1993-1995 годы и техническое перевооружение не состоялось.

### После 1991
В начале 1990-х годов завод расширил ассортимент выпускаемой продукции, однако ухудшение экономической ситуации осложнило положение завода. В 1994 году завод был преобразован в открытое акционерное общество с коллективной формой собственности (в состав ОАО "Полтавафарфор" вошли Полтавский фарфоровый завод и его дочернее предприятие - магазин "Фарфор").
Последний обжиг изделий был произведён в 2002 году.
Весной 2004 года Управление налоговой милиции Государственной налоговой администрации Украины в Полтавской области возбудило уголовное дело в отношении председателя правления ОАО "Полтавафарфор" по факту доведения предприятия до фиктивного банкротства. Как сообщил представитель УНМ ГНАУ в Полтавской области, руководитель предприятия в корыстных целях в интересах третьих лиц составил фальсифицированный договор поручительства, который увеличил дебиторский долг предприятия на 3 млн. гривен. В 2006 году один из неиспользуемых производственных цехов завода был продан.
23 апреля 2014 года правительство Украины объявило о намерении ввести специальную пошлину на импорт посуды и столовых или кухонных приборов из фарфора независимо от страны происхождения с целью повысить конкурентоспособность продукции украинских производителей фарфора, однако по состоянию на 2015 год положение Полтавского фарфорового завода оставалось сложным.